# 스트루티오미무스

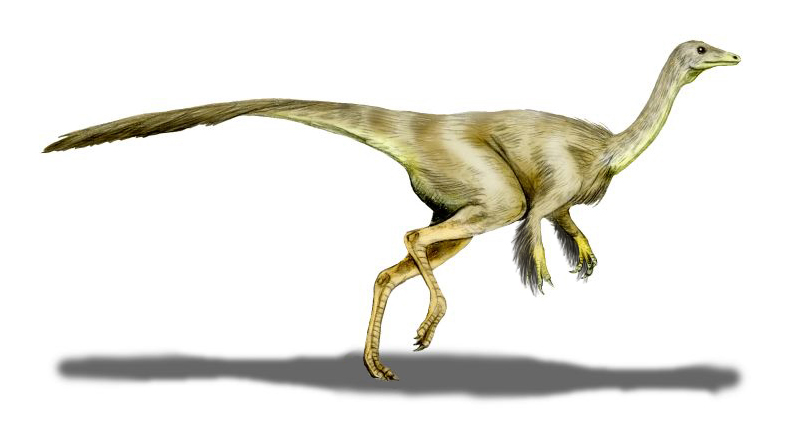

스트루티오미무스(Struthiomimus)는 백악기 후기 북아메리카에서 살았던 잡식성 공룡이다. 이 공룡은 오르니토미무스처럼 부리에 이빨이 나지 않았고, 몸무게도 가벼웠다. 그래서 속도가 빠른 단거리에 능했을 거라고 추측한다. 이는 3m에서 5m 가량이고, 몸무게는 약 100kg이 조금 넘었다. 알이나 곤충, 그리고 과일 등을 먹었을 거라고 예상한다.

## 같이 보기
- 오르니토미무스
- 갈리미무스